# Нова демократія (Греція)
«Нова демократія» (грец. Νέα Δημοκρατία) — правоцентристська
 
та ліберально-консервативна

партія Греції, заснована 1974 року Константіносом Караманлісом.

## Історія
Після початкового періоду успіхів у 1970-х роках, партія у період 1980-х — 90-х років знаходилась в опозиції. На дострокових парламентських виборах 2004 р., «Нова демократія» повернулась до влади під керівництвом Костаса Караманліса, племінника Константіноса Караманліса, і до 2009 року перебувала при владі: формувала більшість у Грецькому парламенті та Кабінет міністрів Греції.
У Грецькому парламенті депутати від «Нової демократії», використовуючи 41,9 % поданих за них голосів виборців, зайняли 152 місця. Найбільший суперник партії, Загальногрецький соціалістичний рух ПАСОК, спираючись на 38,1 % голосів виборців, отримав 102 мандата замість колишніх 117-ти. При цьому все ж позиції двох найбільших партій дещо похитнулись: зміцнили свої позиції комуністи (8,1 % — 21 мандат) та націоналісти (5,9 % — 12 місць).
На парламентських виборах 2009 року Нова демократія набрала 33.49 % голосів виборців, поступившись опозиційному соціалістичному руху ПАСОК. Відтак новим прем'єр-міністром країни став лідер ПАСОК Йоргос Папандреу. Костас Караманліс добровільно відмовився від посади голови партії. На конгресі 8 листопада було прийнято рішення про внесення змін до Статуту «Нової демократії», які передбачали вибори президента партії усіма членами. Відтак право голосу отримали навіть ті, хто стане членами партії у день виборів.
Вибори були призначені на 29 листопада 2009 року (у разі необхідності перевибори мали б відбудутися 5 грудня 2009 року). На цю посаду висунуто такі кандидатури: Дімітріос Аврамопулос, Антоніс Самарас, префект Салонік Панайотіс Псоміадіс, а також Дора Бакоянні, проте Дімітріс Аврамопулос невдовзі відмовився від балотування. За даними першого опитування, проведеного виданням «Катемеріні» напередодні виборів, Антоніса Самараса підтримувало 43 %, Дору Бакоянні — 35 %, Панайотіса Псоміадіса — 18 %. Зрештою новим очільником партії став Антоніс Самарас.
Антоніс Самарас швидко проявив себе як вкрай принциповий та непримиренний політик. Так, 7 травня 2010 він виключив зі складу партії колишнього міністра закордонних справ Греції Дору Бакоянні після того, як вона проголосувала за ратифікацію програми фінансової допомоги Греції від ЄС та МВФ задля відвернення дефолту, всупереч позиції партії. 14 червня 2010 року про свій добровільний вихід із парламентської фракції Нової демократії повідомив Костас Кільтідіс, колишній Міністр агропромислового розвитку.
В продовження низки скандалів про підкуп керівництва грецьким відділенням Siemens, що тривала з 2009 року, 30 травня 2010 року Антоніс Самарас оголосив про намір очистити партію від членів, чиє ім'я причетне до корупційних скандалій, серед яких зокрема Аристотель Павлідіс, Теодорос Руссопулос і Георгіос Вулгаракіс. Оскільки 28 травня 2010 року колишній міністр транспорту та комунікацій Греції Тасос Мантеліс  зізнався парламентському комітету, що взяв хабар на суму 100 тисяч євро (123,5 тисячі доларів) у компанії Siemens в 1998 році.
30 травня 2010 року відбулись вибори регіональних лідерів партії — вдруге в історії партії вибори були прямими та загальними. З 25 по 27 червня 2010 року тривав 8 партійний з'їзд Нової демократії, на якому Антоніс Самарас проголосив новим завданням відміну меморандуму, підписаному Грецією із ЄС та МВФ задля подолання боргової кризи.

Старий логотип «Нової Демократії»

В січня 2011 року Нова демократія переїхала в нову штаб-квартиру по проспекту Сінгру. У старому офісі партії, неокласичній будівлі на вулиці Рігілліс, 18, розмістився Інститут демократії імені Константіноса Караманліса. 21 січня 2011 року в новому партійному офісі Антоніс Самарас презентував новий логотип партії, який тепер складається з помаранчової і оливкової хвилястих ліній та літер ΝΔ блакитного кольору. Новий логотип, за словами лідерами, має стати «символом партії в 21 столітті, він символізує прозорість, лідерство, гуманність, впевненість. Старий логотип не відкидається партією, він стає її історією».

## Результати на парламентських виборах в Греції
| Рік           | Лідер партії            | Кіль-ть голосів | % голосів | Кіль-ть депутатів фракції в парламенті | Позиція         |
| ------------- | ----------------------- | --------------- | --------- | -------------------------------------- | --------------- |
| 1974          | Константінос Караманліс | 2.669.133       | 54,4%     | 220                                    | Правління       |
| 1977          | Константінос Караманліс | 2.146.365       | 41,8%     | 171                                    | Правління       |
| 1981          | Георгіос Ралліс         | 2.034.496       | 35,9%     | 115                                    | Опозиція        |
| 1985          | Константінос Міцотакіс  | 2.599.681       | 40,8%     | 126                                    | Опозиція        |
| червень 1989  | Константінос Міцотакіс  | 2.887.488       | 44,3%     | 145                                    | Широка коаліція |
| листопад 1989 | Константінос Міцотакіс  | 3.093.479       | 46,2%     | 148                                    | Широка коаліція |
| 1990          | Константінос Міцотакіс  | 3.088.137       | 46,9%     | 150                                    | Правління       |
| 1993          | Константінос Міцотакіс  | 2.711.241       | 39,3%     | 111                                    | Опозиція        |
| 1996          | Мільтіадіс Еверт        | 2.584.765       | 38,1%     | 108                                    | Опозиція        |
| 2000          | Костас Караманліс       | 2.935.196       | 42,7%     | 126                                    | Опозиція        |
| 2004          | Костас Караманліс       | 3.359.058       | 45,4%     | 165                                    | Правління       |
| 2009          | Костас Караманліс       | 2,295,967       | 33.48%    | 91                                     | Опозиція        |
| травень 2012  | Антоніс Самарас         | 1 183 851       | 18.9%     | 108                                    | Широка коаліція |
| червень 2012  | Антоніс Самарас         | 1 825 377       | 29.66%    | 129                                    | Широка коаліція |
| січень 2015   | Антоніс Самарас         | 2 246 064       | 27.81%    | 76                                     | Опозиція        |
| вересень 2015 | Вангеліс Меймаракіс     | 1 526 205       | 28.10%    | 75                                     | Опозиція        |
| 2019          | Кіріакос Міцотакіс      | 2 251 411       | 39,85%    | 158                                    | Правління       |